# Кіт Гамбс
Кіт Гамбс (англ. Keith Gumbs, нар. 11 вересня 1972, Бастер) — футболіст Сент-Кіттс і Невісу, що грав на позиції нападника. Рекордсмен національної збірної Сент-Кіттсу і Невісу за кількістю забитих голів (24).

## Клубна кар'єра
У дорослому футболі дебютував 1989 року виступами за команду «Ньютаун Юнайтед», в якій провів сім сезонів.
У другій половині 1990-х пробував свої сили у європейських чемпіонатах — у нідерландському «Твенте», англійському «Олдем Атлетик», португальському «Фелгейраші», грецькому «Паніоніосі», австрійському «Штурмі» (Грац) та знову в Англії за «Галл Сіті». У жодній із цих команд не провів білше декількох матчів.
Протягом 2000–2001 років грав у Тринідаді і Тобаго за «Сан-Хуан Джаблоті», після чого провів нетривалий час у бразильському «Палмейрасі». Згодом перебрався до Азії — у гонконзьких «Геппі Веллі» і «Кітчі», а також малайзійському «Сабасі».
2007 року продовжив кар1єру в Індонезії у складі «Шривіджаї», а завершував виступи на футбольному полі там же у команді «Арема», за яку виступав протягом 2012—2013 років.
На 2017 рік Гамбс грав на аматорському рівні за команду «Саузерн енд Етталонг Юнайтед» в Австралії, де він зараз мешкає.

## Виступи за збірну
1989 року дебютував в офіційних матчах у складі національної збірної Сент-Кіттсу і Невісу.
Загалом протягом кар'єри в національній команді, яка тривала 23 роки, провів у її формі 41 матч, забивши рекордні для своєї збірної 24 голи.